# Luna (collection)
Pour les articles homonymes, voir Luna.
« Luna: Aux portes de l'imaginaire » est une collection des éditions Harlequin qui publie des romans de romantic-fantasy.

Logo de la collection Luna

Écrits par des femmes, la plupart mettent en scène une jeune fille à la découverte de ses pouvoirs magiques et de l'amour de sa vie.
Deux romans tous les deux mois sont publiés depuis mai 2005. Ils sont directement issus de la même collection en anglais : Luna Books - Harlequin.
La collection s'arrête en janvier 2010. Elle est en partie remplacée par la nouvelle collection Nocturne.

## Titres par date de publication

### 2005
- 01. La malédiction de l'ange noir - Michele Hauf
- 02. La légende du royaume oublié - Deborah Hale
- 03. La légende du dragon - Christie Golden
- 04. La prophétie maudite - P. C. Cast
- 05. La malédiction du Dieu de pierre - Susan Krinard
- 06. La dague d'argent - Anne Kelleher
- 07. Le secret de la rose blanche - Rachel Lee
- 08. L'amulette d'argent - Anne Kelleher

### 2006
- 09. L'oracle de Margyle - Deborah Hale
- 10. Gossamyr - Michele Hauf
- 11. Chamane - C. E. Murphy
- 12. La rose des vents - Gail Dayton
- 13. Le secret d'Elantra - Michelle Sagara
- 14. La légende des glaces - Christie Golden
- 15. Le poison écarlate - Maria V. Snyder
- 16. Cœurs de Lunes (3 nouvelles: La Magie de la Lune - Mercedes Lackey, La nuit des sept lunes - Tanith Lee, La lune rouge - C. E. Murphy)
- 17. La magie de l'orage - Laura Anne Gilman
- 18. La prophétie de la dame blanche - Rachel Lee
- 19. La légende des Royaumes (3 nouvelles: La chambre ensorcelée - Mercedes Lackey, La Magicienne - Catherine Asaro, La clé de Morgania - Rachel lee)
- 20. La chasseresse - P. C. Cast

### 2007
- 21. La magie de Siobhan - C. E. Murphy
- 22. Rhiana - Michele Hauf
- 23. L'apprentie magicienne - Maria V. Snyder
- 24. La rose et la ronce - Gail Dayton
- 25. La cité d'Elantra - Michelle Sagara
- 26. La prophétie de Lladrana - Robin D. Owens
- 27. La messagère des deux mondes - Jeri Smith-Ready
- 28. La malédiction de l'ombre - Laura Anne Gilman
- 29. L'élue d'Épona - P. C. Cast
- 30. L'ultime prophétie - Rachel Lee
- 31. L'appel de la lune - Robin D. Owens
- 32. La prédiction des ombres - Laura Anne Gilman

### 2008
- 33. A la porte des songes - C. E. Murphy
- 34. La cavalière de cristal - Robin D. Owens
- 35. La Danse de l'équinoxe - Caitlin Brennan
- 36. La prêtresse de Partholon - P. C. Cast
- 37. La prophétie de Méroé - Susan Krinard
- 38. La nuit d'argent - Anne Kelleher
- 39. Le chant du solstice - Caitlin Brennan
- 40. La magicienne du feu - Laura Anne Gilman
- 41. L'enfant de la prophétie - Jeri Smith-Ready
- 42. L'oracle d'Elantra - Michelle Sagara
- 43. La malédiction de l'aube - C. E. Murphy
- 44. Les magiciennes de Lladrana - Robin D. Owens

### 2009
- 45. La montagne sacrée - Caitlin Brennan
- 46. Les secrets de la Cité Blanche - Maria V. Snyder
- 47. La nuit des fées - Bertrice Small
- 48. La vestale d'Epona - P. C. Cast
- 49. La nuit du dragon - C. E. Murphy
- 50. Les légendes de l'ombre (3 nouvelles: Le baiser du loup-garou - Susan Krinard, L'étreinte de l'ombre - Tanith Lee, La nuit du démon - Evelyn Vaughn)
- 51. La magicienne d'Elantra - Michelle Sagara
- 52. La nuit des sortilèges - Laura Anne Gilman
- 53. La souveraine des deux mondes - Bertrice Small
- 54. La gardienne des ombres - C. E. Murphy
- 55. La captive des terres sombres - Bertrice Small
- 56. L'oracle de feu - Jeri Smith-Ready

### 2010
- 57. Le royaume englouti - Bertrice Small
- 58. Le chant de lumière - Robin D. Owens

## Titres par auteur et par série
Catherine Asaro
- La Magicienne (Nouvelle dans: La légende des royaumes)

Caitlin Brennan
- 1. La Danse de l'équinoxe
- 2. Le chant du solstice
- 3. La montagne sacrée

P. C. Cast
- 1. L'élue d'Épona
- 2. La prêtresse de Partholon
- 3. La vestale d'Épona
- 1. La prophétie maudite
- 2. La chasseresse
- 3. (Ciara's destiny / non écrit)

Gail Dayton
- 1. La rose des vents
- 2. La rose et la ronce
- 3. (The eternal rose / non traduit)

Laura Anne Gilman
- 1. La magie de l'orage
- 2. La malédiction de l'ombre
- 3. La prédiction des ombres
- 4. La magicienne du feu
- 5. La nuit des sortilèges
- 6. (Blood from stone / non traduit)

Christie Golden
- 1. La légende du dragon
- 2. La légende des glaces
- 3. (Under sea's shadow / non traduit)
- 4. (By wind's tempest / non traduit)
- 5. (Through's soul's desire / non traduit)

Deborah Hale
- 1. La légende du royaume oublié
- 2. L'oracle de Margyle

Michele Hauf
- 1. La malédiction de l'ange noir
- 2. Gossamyr
- 3. Rhiana

Anne Kelleher
- 1. La dague d'argent
- 2. L'amulette d'argent
- 3. La nuit d'argent

Susan Krinard
- 1. La malédiction du Dieu de pierre
- 2. La prophétie de Méroé
- 3. (non écrit / publication stoppée)
- Le baiser du loup-garou (Nouvelle dans: Les légendes de l'ombre)

Mercedes Lackey
- La magie de la Lune (Nouvelle dans: Cœurs de lunes)
- La chambre ensorcelée (Nouvelle dans: La légende des Royaumes)

Rachel Lee
- 1. Le secret de la rose blanche
- 2. La prophétie de la dame blanche
- 3. L'ultime prophétie
- La clé de Morgania (Nouvelle dans: La légende des Royaumes)

Tanith Lee
- La nuit des sept Lunes (Nouvelle dans: Cœurs de Lunes)
- L'étreinte de l'ombre (Nouvelle dans: Les légendes de l'ombre)

C.E. Murphy
- 1. Chamane
- 1.5. La lune rouge (Nouvelle dans: Cœurs de Lunes)
- 2. La magie de Siobhan
- 3. A la porte des songes
- 4. (Walking dead / non traduit)
- 1. La malédiction de l'aube
- 2. La nuit du dragon
- 3. La gardienne des ombres

Robin D. Owens
- 1. La prophétie de Lladrana
- 2. L'appel de la lune
- 3. La cavalière de cristal
- 4. Les magiciennes de Lladrana
- 5. Le chant de lumière

Jeri Smith-Ready
- 1. La messagère des deux mondes
- 2. L'enfant de la prophétie
- 3. L'oracle de feu

Michelle Sagara
- 1. Le secret d'Elantra
- 2. La cité d'Elantra
- 3. L'oracle d'Elantra
- 4. La magicienne d'Elantra
- 5. (Cast in silence / non traduit)

Bertrice Small
- 1. La nuit des fées
- 2. La souveraine des deux mondes
- 3. La captive des terres sombres
- 4. Le royaume englouti

Maria V. Snyder
- 1. Le poison écarlate
- 2. L'apprentie magicienne
- 3. Les secrets de la Cité Blanche

Evelyn Vaughn
- La nuit du démon (Nouvelle dans: Les légendes de l'ombre)